# Cesare Lombroso
Pour les articles homonymes, voir Lombroso.
Marco Ezechia Lombroso, dit Cesare Lombroso (prononcé : [ˈtʃeːzare lomˈbroːzo]), né le 6 novembre 1835 à Vérone, au sein d'une famille juive, mort le 19 octobre 1909 à Turin, est un professeur italien de médecine légale et l'un des fondateurs de l'École italienne de criminologie. Il est célèbre pour ses thèses sur le « criminel né » : à partir d'études craniologiques et phrénologiques, il tentait de repérer les criminels en considérant qu'il s'agissait d'une classe héréditaire qu'on pourrait distinguer par l'apparence physique. Ses théories étaient fortement marquées par la théorie de la dégénérescence, le racialisme et le transformisme: il considérait ainsi que l'humanité avait évolué en partant des « Noirs » vers les « Jaunes » et enfin les « Blancs ». Au sein même de l'Italie, il distinguait la « race du sud » inférieure à la « race du nord », tandis qu'il considérait que les femmes étaient moins sujettes à la criminalité en raison de leur moindre intelligence et de la nature plus inactive de leur vie.

## Biographie
Lombroso étudie la médecine à Padoue, Vienne et Pavie et prend la direction de l'asile d'aliénés de cette dernière ville à partir de 1864, ce qui lui donne une matière importante à ses recherches. À partir de 1866, il commence à collectionner les crânes, les squelettes, les cerveaux et d'autres objets anatomiques de personnes variées – d'abord ceux de soldats et civils de toutes les régions d'Italie, puis du monde entier, auxquels il ajoute bientôt ceux de criminels, d'aliénés ou encore d'épileptiques –, qu'il conserve d'abord dans un musée privé chez lui, à Turin. Il expose pour la première fois ces objets en public en 1884, puis au Congrès pénitentiaire international de Rome de 1885 et, quatre ans plus tard, au Congrès international d'anthropologie de Paris. En 1898, sa collection est jugée d'intérêt scientifique et conservée à l'Université de Turin, où il a obtenu la chaire de médecine légale en 1876.

## Travaux

### L'Homme criminel(1876)
C'est aussi en 1876 qu'il publie L'Homme criminel(L'Uomo delinquente), dans lequel il défend la thèse selon laquelle la « délinquance » serait nettement plus fréquente chez certaines personnes porteuses de caractéristiques physiques, ce qui démontrerait le caractère inné de certains comportements. Il s'oppose ainsi aux conceptions sociologiques qui avancent que les déviances sont la conséquence du milieu. Lombroso est aussi proche des tendances accréditant l'idée d'une décadence générale de la société, pensant que la criminalité est appelée à augmenter.
Pour cela, il approfondit les recherches en matière d'anthropologie liées aux questions de criminalité. Médecin militaire, il utilise son métier comme lieu d'observation privilégié en étudiant principalement les soldats « délinquants » par la réalisation de l'étude anthropométrique de ceux-ci.

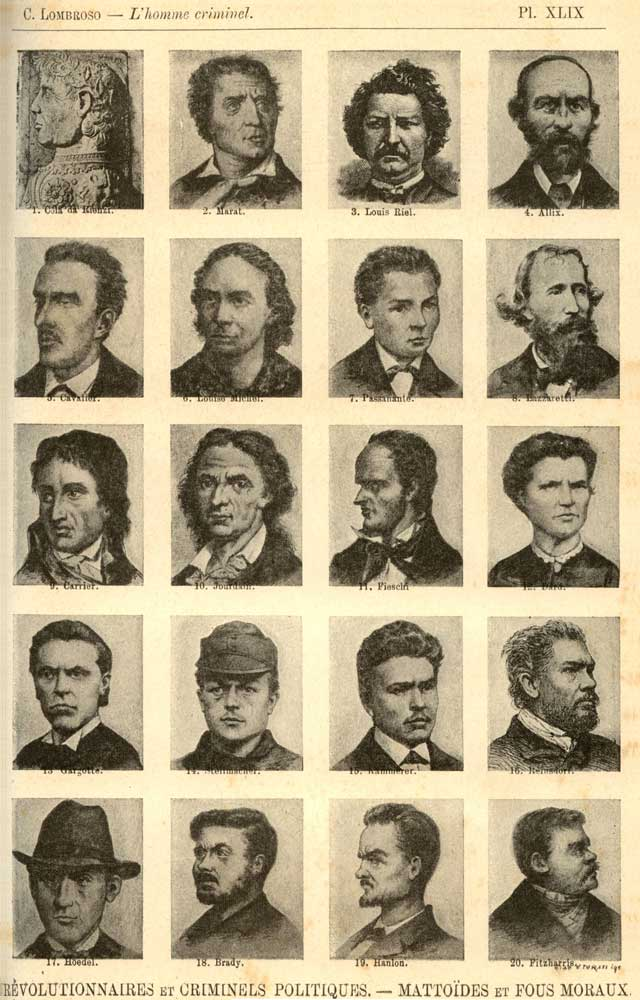
Planche extraite de L'Homme criminel de Lombroso.

À l'issue de travaux sur trente-cinq crânes d'assassins guillotinés, il observe la fréquence de certaines caractéristiques, ce qui lui permet d'en déduire certaines « lois » qui le convainquent que la criminalité est innée (plus précisément, qu'environ un tiers de la population criminelle le serait de façon héréditaire) et peut se déduire des caractéristiques physiques. Selon lui, la criminalité est une marque d'atavisme, c'est-à-dire de régression évolutive,. Il va jusqu'à prétendre que certaines catégories de délinquants ont leurs propres caractéristiques crâniennes, ce qui permet de les distinguer. Outre le crâne, il s'appuie sur d'autres critères anatomiques, tels que, par exemple, la longueur « excessive » des bras – qui rapprocherait les criminels des singes –, une denture anormale, ou encore le fait d'avoir des doigts de pied ou de main en trop.
Il étudie aussi dans son livre les tatouages, et affirme, à partir d'observations empiriques, que cet usage, réminiscence des pratiques « sauvages », se rencontre plus souvent chez les « classes inférieures » de la société ainsi que chez les prostituées, les « pédérastes » et les « criminels », chez qui le dessin ou l'inscription porte souvent l'« empreinte caractéristique du crime » (telles que « Pas de chance », « mort aux femmes infidèles », « la liberté ou la mort », « mort aux gendarmes », « la vie n'est que désillusion », « vivent la France et les pommes de terre frites » (sic),  etc.). Les dessins obscènes seraient, selon lui, le fait de repris de justice ou d'anciens déserteurs, etc.

### Les critiques dirigées contre Lombroso et le triomphe des sociologues
Son ouvrage fait l'objet de nombreuses rééditions qu'il complète à chaque fois, nuançant ses résultats sans toutefois abandonner son concept de « criminel né ». Son livre a un retentissement important dans le milieu de la médecine légale et de la criminologie. Ses idées suscitent plusieurs revues spécialisées et font l'objet de nombreux débats, notamment aux congrès d'anthropologie criminelle dont le premier se tient à Rome en 1885, à l'initiative de Lombroso. L'opposition vient essentiellement de l'anthropologue français Alexandre Lacassagne, qui défend la thèse de l'influence prépondérante du milieu. Un autre anthropologue français, Paul Topinard (1830 - 1911), évoque à cette occasion le manque de rigueur de Lombroso dans ses mesures des crânes. Malgré l'aspect contesté de ses thèses, sa théorie resta longtemps défendue. Bien que contestée, elle laisse ainsi ses marques dans un article de 1926 de Félix Regnault. 
Le deuxième congrès se tient à Paris en 1889 Lombroso fait l'objet d'attaques encore plus vives sur ses méthodologies, notamment de la part de l'anthropologue Léonce Manouvrier, qui produira une réfutation de ses thèses dans un mémoire de 1892. Le troisième congrès, à Bruxelles en 1895, voit le triomphe des sociologues, en l'absence de la participation de Lombroso. En France, c'est particulièrement Georges Sorel qui s'employa, à partir de 1893, à promouvoir les théories criminologiques et pénalistes de Lombroso dans des revues de divulgation scientifique.
De la même manière, l'étude menée par Charles Buckman Goring (en) amènera ce dernier à des conclusions critiquant Lombroso de manière virulente. Selon lui, cette étude menée à la fois sur des détenus anglais et sur des groupes d'individus considérés comme non-criminels révèle les failles de la théorie de Lombroso. Il estime en effet que la théorie anthropologique de celui-ci ne peut expliquer la criminalité que très marginalement, et que l'étude du crâne ne permet pas d'expliquer la délinquance de manière crédible.

### La Femme criminelle et la Prostituée
Cette même année, il écrit La Donna delinquente, la prostituta e la donna normale (traduit en 1896 en français sous le titre La Femme criminelle et la Prostituée, Félix Alcan, coll. «Bibliothèque de philosophie contemporaine») qui fait de la prostitution l'équivalent féminin de la criminalité, et où il écrit, phrase célèbre, « la criminelle-née est pour ainsi dire une exception à double titre, comme criminelle et comme femme (...) Elle doit donc, comme double exception, être plus monstrueuse »,.
Liant la criminalité féminine à la menstruation (celle-ci aurait cours des premières menstrues jusqu'à la ménopause,), ce livre montre que pour Lombroso, l'appartenance à la bourgeoisie est un signe d'honnêteté et de normalité, et l'appartenance aux classes populaires un indice d'anomalie. Partageant une vision sexiste, Lombroso compare la femme à une nature inférieure à l'homme, et lui donne une nature essentiellement mauvaise, germe sur lequel se développerait la prostitution, qui ne devrait rien aux causes sociales (misère, etc.). La prostitution se développant sur le fond universellement mauvais de la femme, elle aurait son équivalent chez les riches, où elle prend le visage de l'adultère. De façon peut-être contradictoire, il s'oppose à l'éducation des femmes, considérant que cela risquerait de les arracher au foyer et à la maternité, et par ce biais, de favoriser la « criminalité latente » chez cette « nature inférieure ».

### La dénonciation de l'antisémitisme
Toujours en 1893, Lombroso écrit aussi « L'antisémitisme et la science moderne », à la demande de la Neue Freie Presse et de la Revue des revues de Jean Finot, qui dénonce l'antisémitisme comme pathologie et démontre l'inexistence de ses fondements prétendument scientifiques. Bernard Lazare lui écrira pour obtenir son soutien dans la défense du capitaine Dreyfus.

### Le Crime, causes et remèdes
La théorie de l'inconscient de Sigmund Freud finit de discréditer aux yeux du public savant la théorie de Lombroso [réf. nécessaire].
Lombroso écrit, en 1899, Le Crime, causes et remèdes, où il reconnaît enfin l'importance du milieu social, même s'il n'évacue pas toute idée de « caractère inné ». À la fin de sa vie, il tente, vainement, d'appliquer ses méthodes au cours d'enquêtes de police.

### Le génie, le crime, la folie
Il a aussi publié, en 1877, un gros ouvrage intitulé L'Homme de génie, qui lie le génie à la folie et à la dégénérescence, tous étant des signes d'« anormalité », développant ainsi les thèses de Moreau de Tours. L'inspiration artistique et scientifique est, d'après lui, un équivalent de l'épilepsie. Enquêtant sur 36 « génies », Lombroso prétendait trouver des preuves sur la « folie » de personnalités telles que Baudelaire, Newton, Fénelon, Verlaine. Des psychiatres tels que Griesinger et Forel ont admis les thèses de Lombroso concernant le génie et la folie; bien d'autres les rejetèrent (Mantegazza, Kraepelin, Dilthey, Paul Möbius, etc.).
Il écrit enfin, en 1902, un article sur le criminel calabrais Giuseppe Musolino, qu'il considère comme étant entre le « criminel né » et le « criminaloïde », la première catégorie étant une catégorie « dégénérée » tandis que la seconde serait marquée par sa très grande intelligence. Si Lombroso considère en effet la criminalité comme la marque d'une « humanité inférieure », il ne nie toutefois pas l'existence de « génies du mal », tels, selon lui, que Vidocq, Cagliostro, Dubosc, Lacenaire, etc. « Toutefois, considérés en général, ces malheureux, même ceux à qui l'on octroie du génie, ont plus de fourberie (comme les sauvages) et plus d'esprit, que de génie véritable. Ils manquent de cohérence et de continuité dans le travail mental, — qui est puissant en eux, j'en conviens, mais intermittent. » Par ailleurs, la criminalité chez les poètes (dont, dit-il, Villon) serait selon lui plus fréquente que chez les savants, en raison de leur émotivité.

## Réception critique moderne

### Le point de vue de Christopher Duggan
Christopher Duggan, un élève de Denis Mack Smith et directeur du Centre for the Advanced Study of Italian Society de l'Université de Reading, adresse de sévères critiques à la forme et aux études qu'il considère pseudo-scientifiques de Cesare Lombroso, qu'il appelle avec mépris « un homme convaincu d'avoir la solution aux problèmes siciliens (et même de l'humanité) ». L'historien anglais fait remonter l'origine des théories du racisme du médecin véronais à son expérience dans l'armée pendant la campagne contre le brigandage. Étant chargé d'effectuer des examens médicaux sur les conscrits, Lombroso examina et mesura environ 3 000 hommes, commençant à développer des idées sur les origines de la délinquance. Le premier résultat de ses réflexions fut, en 1864, un essai sur la connexion entre les tatouages des soldats et leurs déviances. À partir de cette expérience, et des études ultérieures, Lombroso formula l'hypothèse que « la violence était un bon indicateur de la barbarie, et, à son tour, la barbarie était un bon indicateur de dégénérescence de la race ».

## Écrits de Lombroso
- Études pour une géographie médicale d'Italie || Studi per una geografia medica d'Italia, Milano, Giuseppe Chiusi, 1865
- L'homme criminel || L'uomo delinquente
- L'Homme de génie || Genio e follia, 3. ed ampliata, con 4 Appendici, Milano, Hoepli, 1877 (Trad. française chez Félix Alcan, coll. «Bibliothèque de philosophie contemporaine», 1889)
- L'anthropologie criminelle et ses récents progrès, Paris, Félix Alcan, coll. «Bibliothèque de philosophie contemporaine», 1890.
- Le crime politique et les révolutions : par rapport au droit, à l'anthropologie criminelle et à la science du gouvernement. Tome 1, traduit de l'italien par Rodolfo Laschi, Paris, Félix Alcan, coll. «Bibliothèque de philosophie contemporaine», 1892.
- Nouvelles recherches de psychiatrie et d'anthropologie criminelle, Paris, Félix Alcan, coll. «Bibliothèque de philosophie contemporaine», 1892.
- Les applications de l'anthropologie criminelle, Paris, Félix Alcan, coll. «Bibliothèque de philosophie contemporaine», 1892.
- Les plus récentes découvertes et applications de la psychiatrie et de l'anthropologie médicale || Le più recenti scoperte ed applicazioni della psichiatria ed antropologia criminale, Torino, Fratelli Bocca, 1893
- La Femme criminelle, 1895.
- Nouvelles études sur le génie || Nuovi studii sul genio, Milano-Palermo, Sandron, 1902
- Discours d'ouverture du VIe congrès d'anthropologie criminelle, 1906.
- Les anarchistes, Traduit de la 2e édition italienne par les Docteurs M. Hamel & A. Marie, Ernest Flammarion, sans date (1897[25])
- Hypnotisme et spiritisme, Traduit par Ch. Rossigneux, Ernest Flammarion, éditeur, Bibliothèque de philosophie scientifique, 1910 pour la traduction, 1909
- ”Archive en ligne “Cesare Lombroso"”, Biblioteca Federata di Medicina F. Rossi, Università degli studi di Torino. Écrits en italien, français et allemand.